# Louis Renault (industrial)
Louis Renault (París, 12 de febrero de 1877-Fresnes, 24 de octubre de 1944) fue un industrial francés, fundador de la empresa automotriz Renault.

## Comienzos

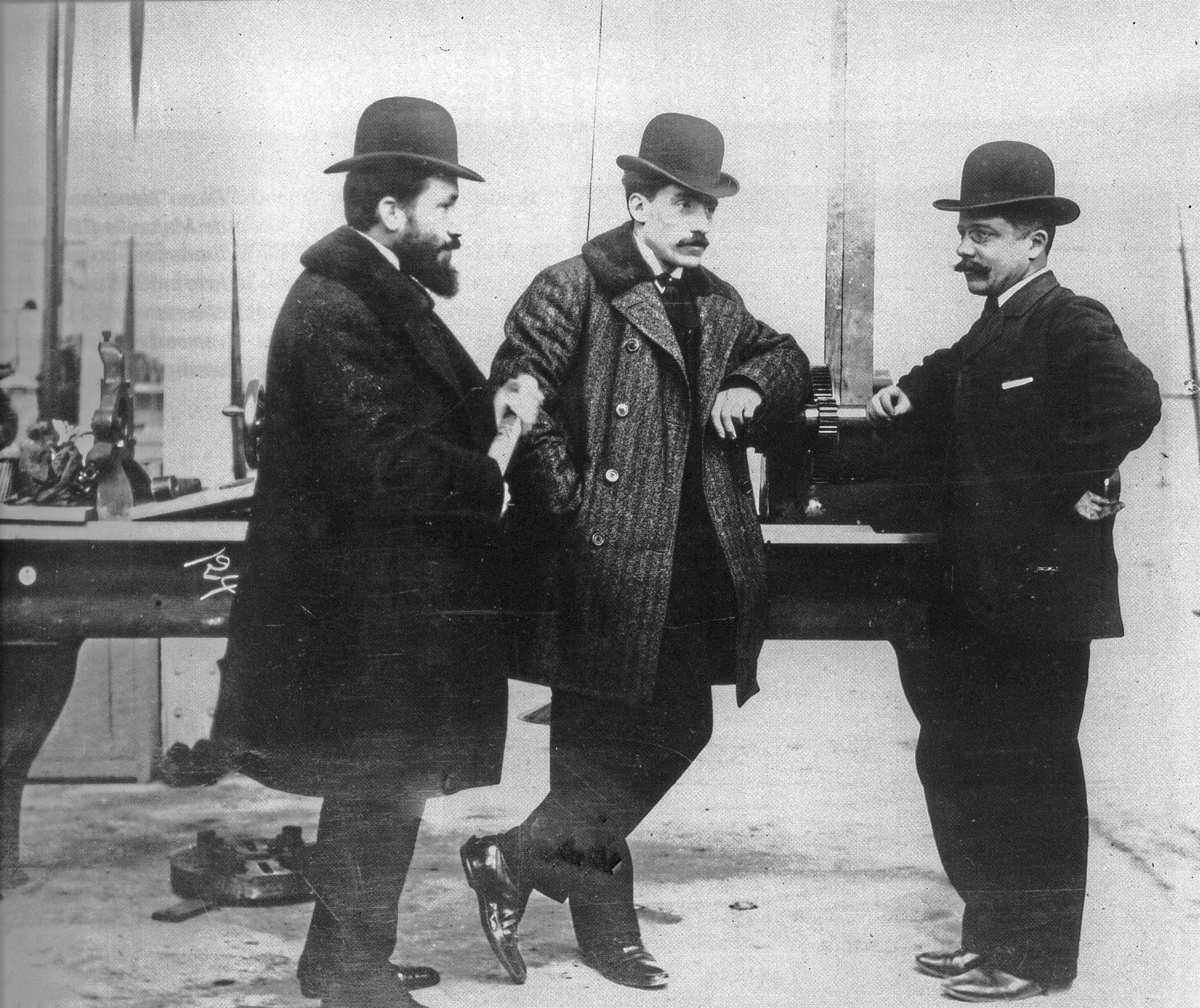
Los tres hermanos Renault: Marcel, Louis y Fernand.

Louis Renault era el cuarto hijo de una familia de artesanos. Apasionado de la mecánica, con 14 años construyó un taller en un rincón del jardín de la casa familiar situada en Billancourt. Con 21 años construyó su primer automóvil modificando un triciclo De Dion-Bouton, añadiendo una rueda y una transmisión mediante un cardán de su invención, dotándolo de una transmisión de tres velocidades y marcha atrás. 
Participó en la carrera entre París y Trouville de agosto de 1899, obteniendo su primer éxito. Gana sobre la marcha las carreras París-Ostende, París-Rambouillet y Toulouse-París. Ese mismo año terminó la construcción de su primer automóvil con un puesto de conducción interior. Su cuñado Jacques Boullaire sería el diseñador.

## Renault

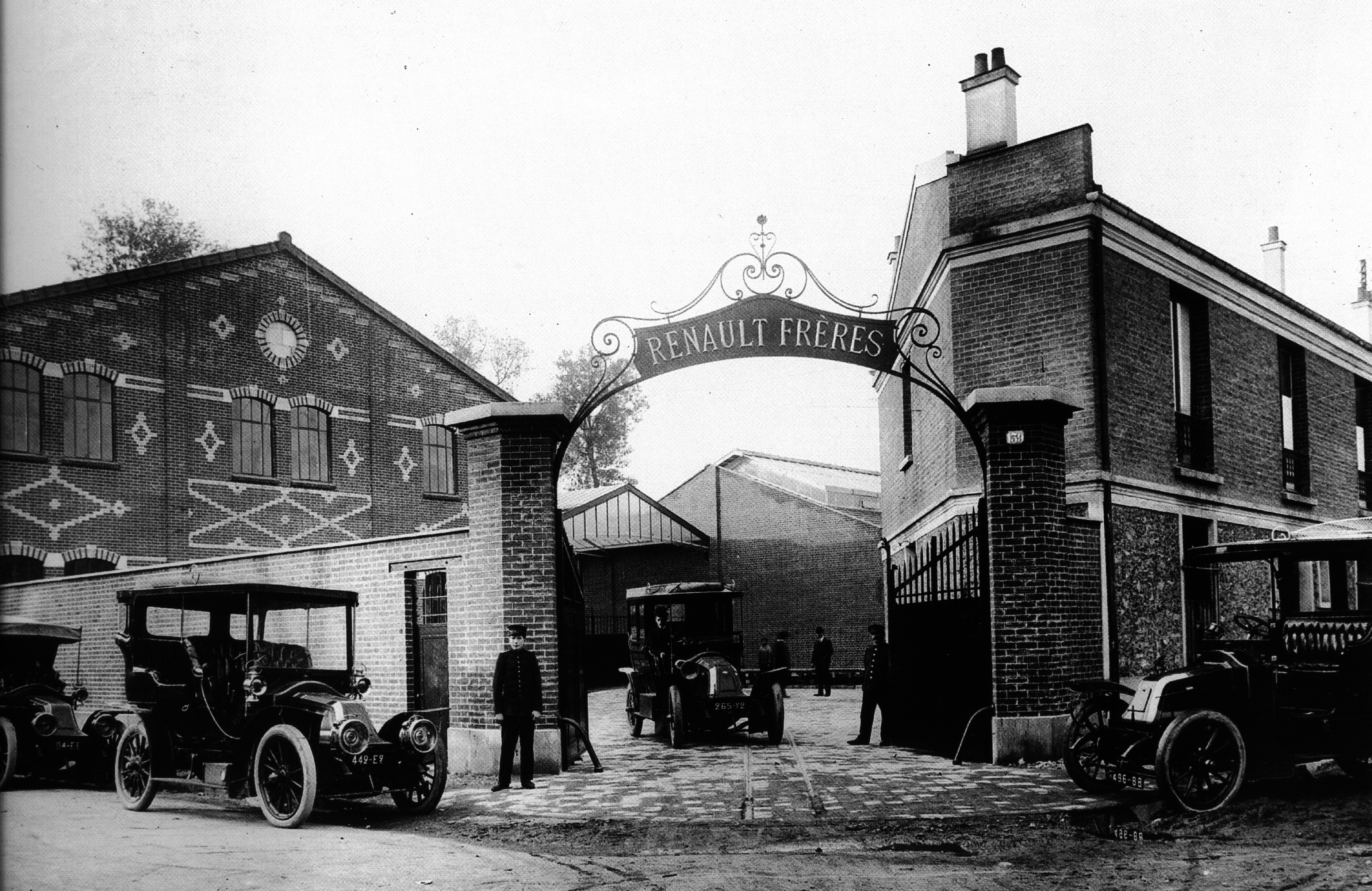
La fábrica de la Sociedad Hermanos Renault a comienzos del

Asociado a muy temprana edad con sus hermanos Fernand y Marcel, creó en 1899 la sociedad «Renault frères» (Hermanos Renault) que daba trabajo a 60 personas. En 1900, participó en los Juegos Olímpicos de verano. El 17 de diciembre de 1902 patenta el turbocompresor. En 1903 adquirió la parte de la sociedad que perteneció a su hermano Marcel, que falleció en un accidente ocurrido en la carrera París-Madrid. Su otro hermano, Fernand, se retiraría del negocio en 1908, convirtiéndose Louis en el único propietario de la sociedad, a la que rebautiza como «Automóviles Renault».
En 1910 viajó a los Estados Unidos para estudiar los métodos de producción de Henry Ford, pero su intento de aplicar la producción en cadena en Francia se enfrentaría con graves problemas sociales.
En 1919 Louis Renault fue uno de los tres cofundadores de la Compagnie des messageries aériennes (Compañía de Mensajería Aérea).
El imperio Renault se desarrolla y en 1928, Louis Renault dirige a 20 000 empleados, un cargo que ocupó durante 20 años.

## Segunda Guerra Mundial

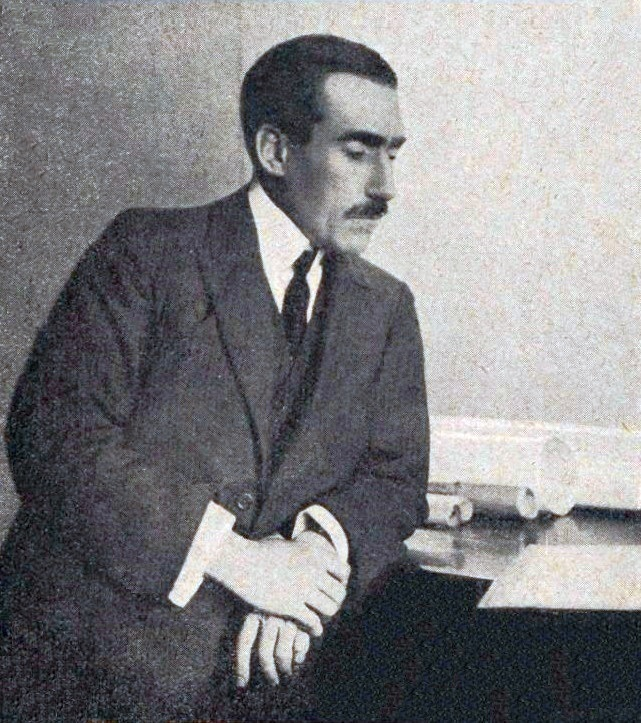
Louis Renault en 1918.

Tras la clara derrota francesa en la Segunda Guerra Mundial, las fábricas de Renault pasan a estar bajo administración alemana. Louis Renault seguiría las órdenes alemanas, impuestas por las condiciones firmadas en el armisticio de 1940 y, al mismo tiempo, mantendría vínculos estrechos con el Régimen de Vichy, fundamentalmente a través de sus relaciones familiares con François Lehideux ministro vichista. En 1942 sufre graves problemas de salud, enfermando de afasia. Se ve incapacitado para mantener una conversación o escribir; de naturaleza muy autoritaria, se convierte en una persona insoportable.
Tras la liberación de París, fue acusado de colaborar con los nazis y es objeto de denuncias y de campañas negativas en la prensa. El 23 de septiembre de 1944, se presenta voluntariamente ante el requerimiento del juez, que le inculpa y lo encarcela en Fresnes con todo el secreto. Su mujer consigue que sea examinado por un médico a comienzos de octubre. Este constata un traumatismo craneal y una agruda crisis urémica, por lo que es trasladado primero a un hospital psiquiátrico y el 9 de octubre a la clínica Saint-Jean-de-Dieu de París donde fallece el 24 de ese mismo mes.
Ninguna investigación oficial ha permitido conocer las condiciones en las que se realizó su detención y encarcelamiento, ni quiénes fueron los responsables de los evidentes malos tratos que sufrió en Fresnes, en una época, la de la depuración que a menudo fue violenta con los colaboradores (o sospechosos de haberlo sido) de los nazis.

## Nacionalización
El 1 de enero de 1945, una ordenanza del gobierno provisional pronuncia la disolución de la sociedad Renault y su nacionalización. Al mismo tiempo, se instituye la «Régie Nationale des Usines Renault».
Esta medida es tomada dos meses después de la muerte de Louis Renault, sin que ningún tribunal le hubiese condenado y a sabiendas de que toda acción de la justicia es habitualmente detenida por razón de fallecimiento del acusado.
El 29 de julio de 1967 una ley reconoció el derecho a indemnización de los herederos de Renault.

## Distinciones
Louis Renault era titular de la Gran Cruz de la Legión de Honor por su excepcional contribución en la victoria francesa en la Primera Guerra Mundial. Los "taxis del Marne" que transportaron al frente a la guarnición de París en septiembre de 1914 eran en su mayoría modelos de Renault, que también construyó el carro de combate ligero FT-17.